# 柴梳山
柴梳山，是位於台灣新竹市東區最東端北側的一座山丘，標高68公尺，設有三等三角點；並因此成為附近的地名，範圍包括新莊里、關新里與關東里。

## 歷史
台灣清治末期至日治前期，該地區為一街庄，稱為「柴梳山庄」，隸屬於竹北一堡。該庄北與九甲埔庄為鄰，東與下員山庄、頭重埔庄為鄰，南邊為金山面庄，西邊為埔頂庄。
1920年（日治大正九年），改制為「柴梳山」大字，隸屬於新竹州新竹郡新竹街。1930年新竹街升格為新竹市，該地區仍屬之。戰後之初新竹市改制為省轄市，大字亦改制為里。其後因人口增加，已細分成多個里。

## 交通
台鐵新莊車站位於柴梳山地區中部偏東，是內灣線車站。當地居民可由此車站經六家線前往六家車站，在緊臨的高鐵新竹站轉搭高鐵快速前往全台各地；亦可經內灣線前往台鐵新竹車站及內灣車站等地。
縣道122號大致經過金山面地區的南部邊界，往東可前往竹東，往西可前往新竹市市中心。

## 學校
- 關東國小

## 公園
- 日光公園

## 宗教場所
- 新庄子正德寺
- 新莊里福德祠
- 福龍社
- 種福宮
- 黃吉奇先生廟